# Swiss Life
Možná hledáte: Swiss Life Select
Swiss Life (Swiss Life Holding AG) je největší životní pojišťovnou ve Švýcarsku. Je jedním z předních evropských poskytovatelů životních, pensijních a finančních řešení s přibližně 185 mld. CHF spravovaných aktiv. Společnost byla založena v roce 1857 v Curychu jako družstvo pod názvem Schweizerische Lebensversicherungs und Rentenanstalt. Na švýcarský akciový trh vstoupila v roce 1997 a v roce 2002 přijala svůj současný název. V roce 2015 skupina oznámila prémiový zisk ve výši 18,9 mld. CHF, což je 5% zvýšení oproti předchozímu roku. Společnost Swiss Life je jednou z dvaceti společností, které jsou hodnoceny podle švýcarského indexu tržních indexů, a je označována zkratkou SLHN.

## Historie

### Založení a růst
V roce 1857 založil Conrad Widmer Schweizerische Rentenanstalt jako první životní pojišťovnu ve Švýcarsku, která byla garantována od Schweizerische Kreditanstalt. Do rozvoje tohoto družstva byl zapojen přední curyšský politik Alfred Escher, jehož cílem bylo poskytnout švýcarským rodinám dostatečně pevný základ při pojištění proti životním nejistotám. Představenstvo společnosti zahrnovalo zástupce většiny švýcarských kantonů. V roce 1866 získal Widmer povolení působit v Prusku, a o rok později měl již anuitní obchodní operace i v Hamburku a Brémách. Počínaje rokem 1894 se stalo toto zařízení jedním z prvních pojišťoven, které nabízejí pojištění zaměstnání. Mezi lety 1866 a 1987 se společnost Rentenanstalt rozšířila do Německa, Francie, Nizozemska, Belgie, Spojeného království, Španělska, Lucemburska a Itálie. V roce 1988 převzala pojišťovnu La Suisse v Lausanne.

### Příprava na podnikání
V roce 1997 se pod vedením Martina Lopeze Rentenanstalt změnil z družstva na veřejně obchodovanou společnost, přičemž akcie společnosti Rentenstalt / Swiss Life debutovaly na indexu švýcarského trhu v roce 1998. Společnost Swiss Life pak pokročila v expanzivní strategii, ve které získala společnosti: Livit, Banca Del Gottardo, Lloyd Continental a UTO Albis v roce 1999, dále Schweizerische Treuhandgesellschaft v roce 2000 a v roce 2001 převzala nemovitosti společnosti Oscar Weber Holding AG. V roce 2002 toto rychlé tempo akvizicí skončilo, když se společnost snažila o samotnou restrukturalizaci návratem ke své hlavní činnosti.

### Akvizice a odprodeje
V roce 2002 společnost změnila svůj název na společnost Swiss Life pro všechny své činnosti s výjimkou Nizozemska, kde zůstala pod starým názvem Zwitser Leven (později se v roce 2007 prodalo společnosti SNS Reaal společně s belgickým podnikem). V roce 2004 prodala své britské operace společnosti Resolution Life Group. V listopadu 2007 společnost Swiss Life prodala Banca del Gottardo za 1,775 miliardy CHF. Dne 3. prosince 2007 společnost Swiss Life oznámila, že zahájila nabídku na převzetí společnosti AWD Holding a dne 13. března 2008 úspěšně získala celkem 86,2% AWD, která se v roce 2013 stala společností Swiss Life Select. Akvizice společnosti Corpus Sireo, německého poskytovatele služeb pro správu nemovitostí, byla dokončena v létě 2014 a v roce 2016 v Mayfair Capital, britské společnosti pro správu investic do nemovitostí.

## Výkonní ředitelé
- 1857–1892 Conrad Widmer
- 1892–1895 Emil Frey
- 1936–1947 Hans König (1880–1954)[14]
- 1945 Max Karrer
- 1947–1958 Emile Marchand
- 1958–? Hans Wyss
- 1958–1961 Riccardo James Jagmetti (1896–1964)[15]
- ?–1973 Ernst Reber
- ?–1976 Jacques Ruedin (1910–1997)
- 1973–1978 Hans Ammeter (1912–1986)
- 1978–? Walter Diener
- ?–1992 Kurt Rutz
- 1992–2002 Manfred Zobl
- 2002 Roland Chlapowski
- 2002–2008 Rolf Dörig
- 2008–2014 Bruno Pfister
- 2014–2024 Patrick Frost
- od r. 2024 Matthias Aellig

## Struktura společnosti
Skupina Swiss Life zveřejňuje zprávy podle zemí. Kromě tří hlavních trhů: Švýcarska, Francie a Německa, Swiss Life odděleně představuje svá zahraniční oddělení: mezinárodní trh a managing aktiv.